# Mutter Küsters' Fahrt zum Himmel
Mutter Küsters' Fahrt zum Himmel is een West-Duitse dramafilm uit 1975 onder regie van Rainer Werner Fassbinder.

## Verhaal
Wanneer een driftige fabrieksarbeider zijn chef, de zoon van de directeur, vermoordt, slaat hij vervolgens de hand aan zichzelf. Zijn weduwe komt daardoor in het midden van een mediahysterie terecht. Rechts Duitsland ziet haar als een mispunt, terwijl de linkerzijde haar gebruikt als een symbool in de strijd tegen onderdrukking.

## Rolverdeling
| Acteur            | Personage                                      |
| ----------------- | ---------------------------------------------- |
| Brigitte Mira     | Emma Küsters                                   |
| Ingrid Caven      | Corinna, dochter van Emma en nachtclubzangeres |
| Margit Carstensen | Marianne Thälmann                              |
| Karlheinz Böhm    | Karl Thälmann                                  |
| Irm Hermann       | Helene, de schoondochter van Emma              |
| Gottfried John    | Niemeyer                                       |
| Peter Kern        | Hennecke, de nachtclubeigenaar                 |
| Kurt Raab         | Gustav de barman                               |
| Gustav Holzapfel  | Mijnheer Holzapfel                             |
| Lilo Pempeit      | Secretaresse                                   |
| Peter Chatel      | Fotograaf                                      |
| Peter Bollag      | Fotograaf                                      |
| Vitus Zeplichal   | Verslaggever                                   |
| Volker Spengler   | Fotograaf                                      |
| Y Sa Lo           | Terroriste                                     |